# 액츠 오브 바이올런스
《액츠 오브 바이올런스》(영어: Acts of Violence)는 미국에서 제작된 브렛 도너후 감독의 2018년 액션 스릴러 영화이다. 브루스 윌리스, 콜 하우저, 숀 애슈모어, 애슈턴 홈스 등이 출연하였고, 랜들 에밋 등이 제작에 참여하였다.

## 줄거리
클리블랜드. 로먼의 약혼자가 클럽에서 처녀 파티를 하던 중에 지역 범죄 조직 대부 맥스 리빙턴 밑에서 일하는 인신매매범들에게 납치된다. 로먼은 군에서 복무한 경험이 있으며 무기 관련 지식이 풍부난 두 형 데클런과 브랜던에게 도움을 청한다. 리빙턴에게 불리한 증거를 찾고 있던 정직한 형사 제임스 에이버리는 형제들에게 사건에 개입하지 말 것을 당부하지만 이들은 직접 행동에 나서고 만다.  

## 출연
- 브루스 윌리스 - 제임스 에이버리 형사 역
- 콜 하우저 - 데클런 맥그레거 역
- 숀 애슈모어 - 브랜던 맥그레거 역
- 애슈턴 홈스 - 로먼 맥그레거 역
- 멀리사 볼로니아 - 미아 역
- 숀 브로스넌 - 빈스 역
- 소피아 부시 - 브룩 베이커 형사 역
- 마이크 엡스 - 맥스 리빙턴 역
- 패트릭 세인트에스프리 - 헴런드 역
- 로티미 - 프랭크 역

## 기타 제작진
- 미술: 크리스틴 애덤스